# (29204) Ladegast
(29204) Ladegast (1991 GB11) – planetoida z pasa głównego asteroid okrążająca Słońce w ciągu 4,08 lat w średniej odległości 2,55 j.a. Odkryta 11 kwietnia 1991 roku.